# Jorge Enrique Pulido
Jorge Enrique Pulido Sierra (Bogotá, 12 de abril de 1945 - Bogotá, 8 de noviembre de 1989) fue un periodista de televisión colombiano.

## Biografía
Inició su carrera periodística en la radio colombiana en los años 1960 en la cadena radial Todelar, en esa misma década trabajó en la radio alemana en Konrad Adenauer KAS.

### Carrera en Televisión
En 1979, creó la programadora de televisión que llevaría su mismo nombre: Jorge Enrique Pulido T.V. para la Cadena Dos de Inravisión, esta programadora quedaba en los estudios de Inravisión en el barrio San Diego, en la cual tuvo programas periodísticos que presentó y dirigió como el Noticiero Mundo Visión, Canal Abierto y Las Investigadoras. También emitieron programas como: Campesino tu eres Colombia, Colombia en Firme, La Revista del Mediodía, Detrás de la Noticia, en esa misma programadora se emitieron los dibujos animados Las Aventuras de Carlitos y Snoopy, Las Aventuras del Rey Arturo, Tom Sawyer y daban también Fantasía Infantil, Vídeo Fiesta, Sábado de Película, Tío Manuel y Fiebre La Rumbita del Domingo.
Fue uno de los pocos periodistas que denunció al Cartel de Medellín comandado por Pablo Escobar, su programadora sobrevivió a un atentado de bomba puesta por el cartel el 9 de octubre, diez días después de que emitió Galán Vive, un programa acerca de Luis Carlos Galán. Dos meses después de su muerte un comentario impactó el momento de su carrera:

“Los terroristas son un puñado de hombres que, como lo dijera el propio Presidente de la República, no son de esta patria”.
Jorge Enrique Pulido

## Asesinato
El 29 de octubre de 1989 a las 13:15 en la calle 23 con carrera novena mientras se desplazaba en un Chevrolet Chevette color azul claro de placa GD 8029 cuando iba a regresar a su programadora después de presentar la emisión del domingo de Mundo Visión, al salir de las instalaciones de Inravisión, dos sicarios del Cartel de Medellín en una moto Yamaha color rojo le dispararon 4 tiros a quemarropa, quedó gravemente herido y fue hospitalizado, pero diez días después, el 8 de noviembre a las 14:15, Jorge Enrique falleció en la clínica San Pedro Claver a causa de las graves heridas causadas por los disparos. Con la muerte de Pulido su programadora salió del aire en marzo de 1990, en el noticiero Mundo Visión trabajaron María Ximena Godoy (presentadora), quien estuvo con él en el atentado y resultó herida en una pierna, y Esteban Jaramillo en los deportes; en la programadora trabajó también Hernán Orjuela en Fantasía Infantil. Su programadora fue reemplazada de manera efímera por su viuda, María Victoria Torres. En 1997 Gustavo Adolfo Mena Meneses, El Zarco del Cartel de Medellín fue condenado a 17 años de prisión por su crimen. Homenajeado en el homenaje en el Instituto Smithsonian en Washington D. C. (Estados Unidos).
Juan Carlos Ospina Alvarez "El Enchufe" fue el ejecutor de este crimen por orden de Escobar.